# خوسيه ماريا موريلوس
خوسيه ماريا تيكلو موريلوس بيريز إي بافون (بالإسبانية: José María Teclo Morelos Pérez y Pavón) (ولد 30 سبتمبر 1765، مدينة بلد الوليد، وهي الآن موريليا في ميتشواكان - توفي 22 ديسمبر 1815، سان كريستوبال إكاتيبيك، ولاية المكسيك) هو والد القائد خوان ألمونتي وكاهن كاثوليكي روماني مكسيكي قاد المتمردين الثوريين خلال حرب الاستقلال المكسيكية، حيث تولى قيادتها بعد إعدام ميغيل هيدالغو إي كوستيا في عام 1811. يعود الفضل إلى موريلوس وإغناسيو لوبيز رايون في تنظيم حرب الاستقلال. تم إنشاء مؤتمر أناواك في 13 سبتمبر 1813 تحت إشراف موريلوس، وفي 6 نوفمبر من نفس العام أعلن المؤتمر استقلال البلاد. في 22 أكتوبر 1814، وضع الكونغرس الدستور، وهو "القرار الدستوري من أجل أمريكا المكسيكية"، الذي أعلن فيه أن المكسيك ستكون جمهورية.
تلقى جيشه سلسلة من الهزائم وتم القبض عليه من قبل الجيش الملكي الاسباني، وتمت محاكمته من قبل محاكم التفتيش، ونزعت صلاحيته كرجل دين، وأعدم من قبل السلطات المدنية بتهمة الخيانة في عام 1815. كان موريلوس بطلا قوميا في المكسيك، ويعتبر قائدا عسكريا ناجحا على الرغم من أنه لم يكون عسكريا بالمهنة، بل كان كاهنا.

## معرض صور

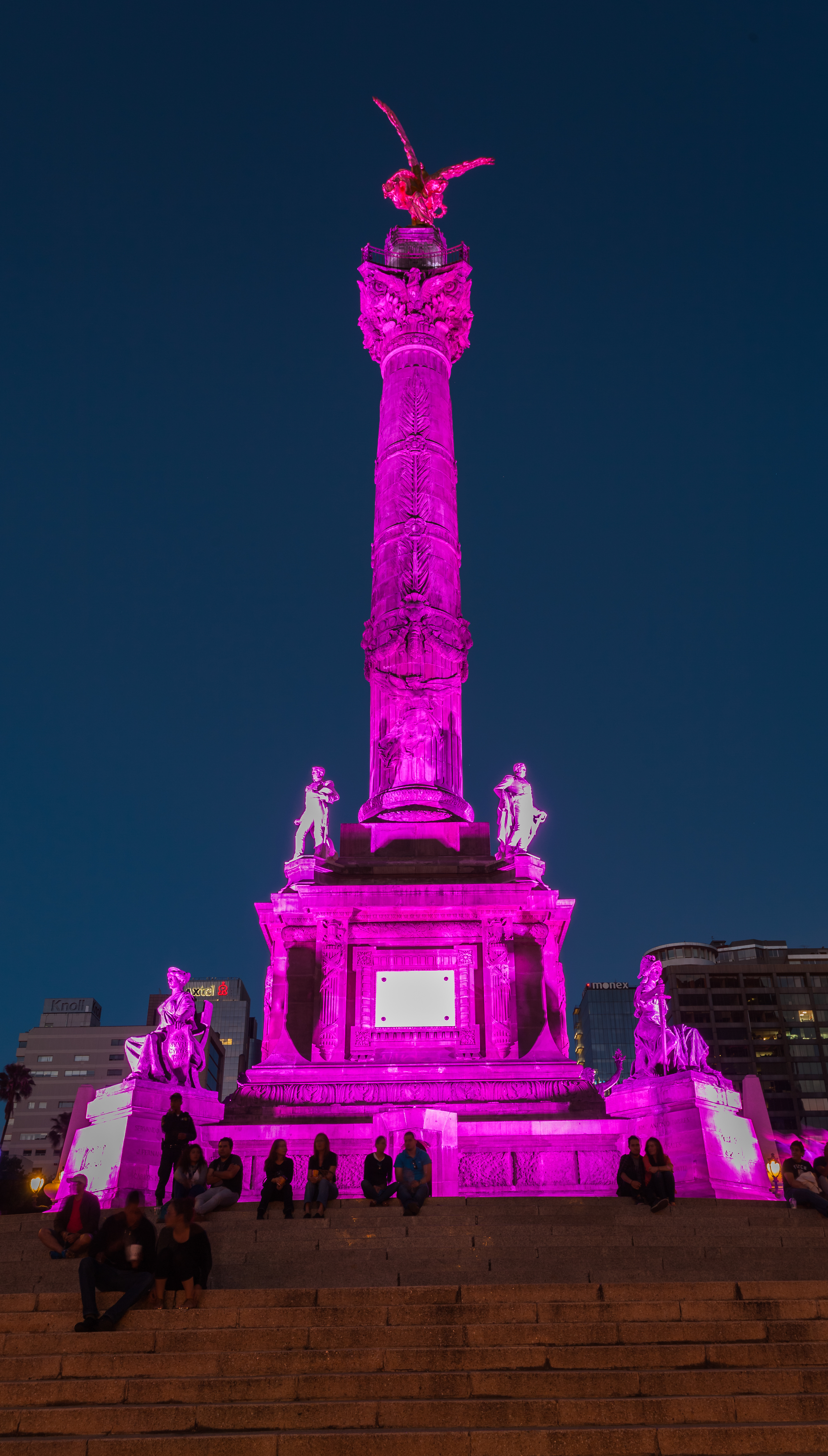
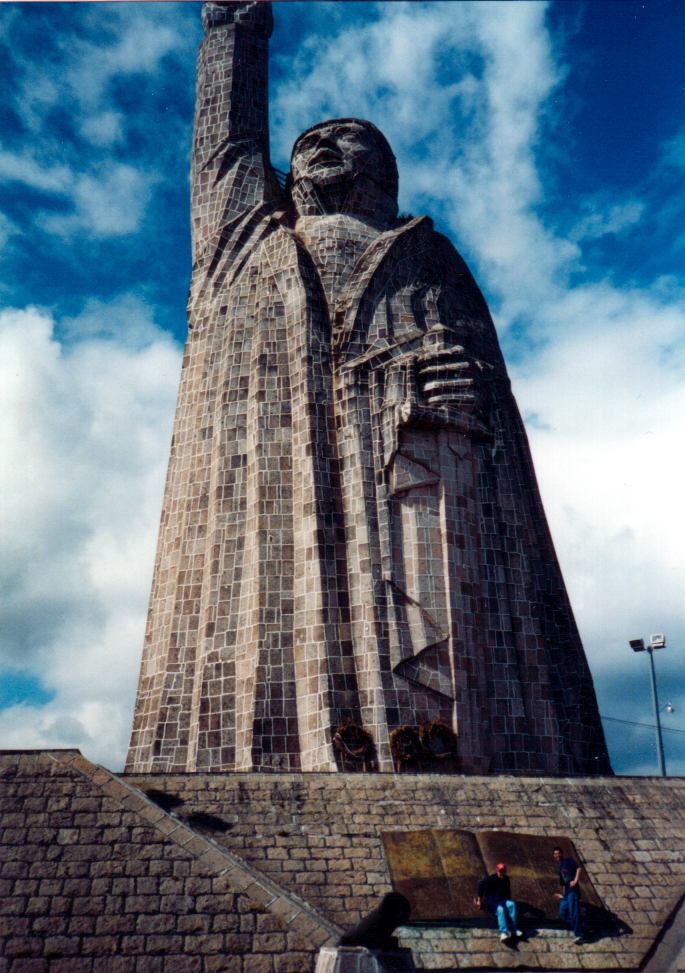
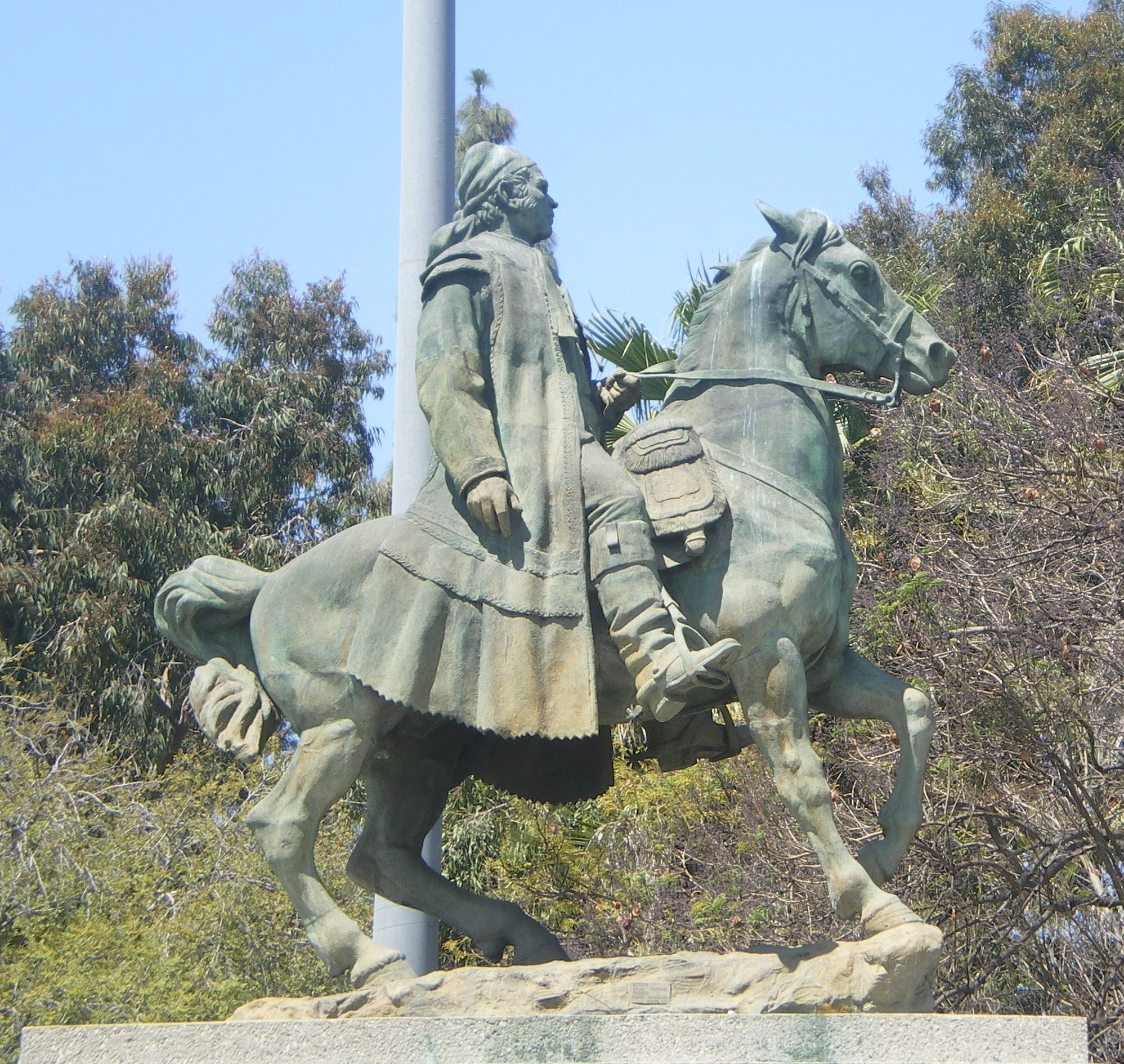

## روابط خارجية
- خوسيه ماريا موريلوس على موقع الموسوعة البريطانية (الإنجليزية)
- خوسيه ماريا موريلوس على موقع الموسوعة البريطانية (الإنجليزية)
- خوسيه ماريا موريلوس على موقع إن إن دي بي (الإنجليزية)